# Luis Valls-Taberner Arnó
Luis Valls-Taberner Arnó (Barcelona, 5 de junio de 1926-Madrid, 25 de febrero de 2006) fue un financiero español. Presidente del Banco Popular (1972-2004), fue también profesor de la Universidad de Madrid y de la Universidad de Barcelona.

## Biografía

### Primeros años
Nació en Barcelona en 1926, en el seno de una familia de la alta burguesía catalana que tenía vínculos en la política, la industria textil, la enseñanza académica y la banca. Era hijo de Marcelina Arnó Maristany, y de Fernando Valls Taberner, —catedrático de Historia del Derecho en la Universidad de Barcelona, director del Archivo de la Corona de Aragón e historiador especializado en Derecho Medieval, autor de, entre otras obras, la Història de Catalunya—; y nieto del empresario y senador Isidro Valls Pallerola.
Luis era el quinto de seis hermanos, el más pequeño de los cuales, Javier, fue copresidente del Banco Popular junto a él durante años. Otros dos de sus hermanos, Pedro y Félix, también trabajaron en el Banco y ayudaron a Luis a acceder a él con la compra de acciones. Ahora bien, el familiar que fue determinante en la vida profesional de Luis fue Félix Millet i Maristany, primo de su madre, quien presidía el Banco Popular cuando éste hizo su primera aproximación en 1953 y quien pensó en él para sustituirlo al frente de la entidad financiera.
Luis Valls-Taberner se trasladó a Madrid con veintiún años, donde acabaría viviendo el resto de su vida. Comenzó a trabajar en el Banco Popular de los Previsores del Porvenir, génesis del Banco Popular Español del que él sería vicepresidente y presidente durante casi cinco décadas.
Valls-Taberner no pasó muchos años viviendo allí. Al estallar la Guerra Civil, la familia Valls se trasladó a Génova (Italia), después vivió en Córdoba y en Logroño para finalmente, en 1939, regresar a Barcelona. En 1948, se licenció en la Facultad de Derecho de la Universidad de Barcelona y, un año más tarde, se trasladó a Madrid para hacer el doctorado, cuya tesis “La cesión de contratos en el Derecho español” presentó en 1952.
A los veintiún años solicitó su ingreso en el Opus Dei (1946), organización católica de la cual fue miembro hasta su muerte. Esta circunstancia hizo de él un banquero atípico. Austero, solidario, amante de la libertad y de espíritu humanista, Luis Valls fue un personaje muy relevante de su época y uno de los llamados Siete Grandes de la Banca.En enero de 1950 visitó a Josemaría Escrivá, en Roma.
Fue profesor de Economía política y Hacienda pública en las universidades de Madrid y Barcelona entre 1948 y 1956.
Tiempo después decidió cambiar su orientación profesional. Y tras defender su tesis doctoral en la Universidad de Madrid, sobre La cesión de contratos en el derecho español, decidió adentrarse en el mundo de las finanzas. Comenzó a buscar, sin éxito, en las Cajas de Ahorros. Su tío, Félix Millet i Maristany le propuso trabajar en el Banco Popular.
A comienzos de los años sesenta, Luis Valls promovió la sociedad Faces (Fomento de Actividades Culturales Económicas y Sociales) desde la que aglutinó un foro de encuentro para diversas sensibilidades políticas, asegurando su financiación a través del Grupo Popular. Su principal logro en esa época fue la adquisición del diario Madrid.

### Trayectoria profesional
Luis Valls entró a trabajar en el Banco Popular en 1953. Cuatro años después, en 1957, con solo 31 años, le nombraron vicepresidente ejecutivo. En 1972 fue nombrado presidente de la entidad financiera, cargo que abandonó en 2004. Tras su retirada, pasó a ocupar la Presidencia de la Junta de Accionistas.
Cuando ingresó en el Banco, acometió la separación de funciones entre administradores y directivos, de forma que las decisiones (sobre todo en lo concerniente a la concesión de créditos) se tomasen sólo por criterios profesionales. Durante los casi cincuenta años que estuvo al frente de la entidad, llevó a cabo un estilo de hacer banca muy personal, convirtiendo al Popular en un banco de clientes, especializado en pymes. Promovió una organización flexible y con pocos escalones jerárquicos.
Al frente del Banco Popular, Luis Valls demostró una gran capacidad de adaptación a las circunstancias cambiantes y quiso diferenciar a este banco de los otros enfocándolo al cliente. “La persona en el centro” era su lema y apostaba por la calidad del servicio. La satisfacción de quien acudía a una sucursal era otra de sus grandes preocupaciones, no en vano el Banco Popular fue el primero en tener una oficina de atención al cliente, cuyas quejas atendía Luis Valls personalmente.
Poco amigo de los riesgos, su gran preocupación como banquero era la rentabilidad y defendía el principio de transparencia en todo lo que hacía. Es famosa la frase con que describía esta obsesión: “No decir, ni escribir ni hacer nada que no pueda publicarse al día siguiente en un periódico”. Otras señas de identidad del Banco Popular eran: solvencia, eficiencia e independencia. Todas ellas lograron situar al Banco Popular en el primer puesto de varios prestigiosos rankings internacionales, año tras año. Fue nombrado en varias ocasiones la entidad más rentable del mundo, hito que recogieron las ediciones de diciembre de 1990 y enero de 1992 de la revista Euromoney.
El Banco Popular fue objeto de deseo para otros bancos más grandes. Pero Luis Valls siempre rechazó las posibles fusiones y absorciones que le proponían. Para blindar la entidad, reforzó el consejo de administración con la incorporación de destacados empresarios nacionales e internacionales que compartían la visión estratégica del banco.
Luis Valls Taberner presentó su renuncia a los cargos de consejero y presidente del Banco en octubre de 2004, siendo nombrado Ángel Ron presidente ejecutivo por el Consejo de Administración. El fallecimiento de Luis Valls en febrero de 2006, que había conservado la presidencia de la junta de accionistas, y la renuncia de su hermano Javier a los cargos de consejero y copresidente, hacen que Ángel Ron quede como presidente único del Banco.
Fue impulsor de la Asociación Española de Banca Privada, al igual que un importante impulsor de la Responsabilidad Social Corporativa, creando varios proyectos que ayudaron a la población española.
Fue miembro del Consejo Privado de Don Juan.
Luis Valls falleció en Madrid por fallo renal a los 79 años, cuando se recuperaba de la extirpación de varios melanomas.

## Luis Valls y la acción social
Paralelamente a su actividad en el Popular, vivió muy preocupado y ocupado por la acción social. Para Luis Valls, la labor profesional se podía y debía llevar a cabo sobre unos férreos pilares basados en la ética personal. Todo ello le llevó a desarrollar desde el banco y las fundaciones que él mismo promovió, una labor de responsabilidad social corporativa adelantada a su tiempo.
Era poseedor de un talante abierto y conciliador, algo que le hizo trabar amistad en todos los ámbitos del espectro político. Hizo buenos amigos en partidos políticos que estaban situados muy lejos de sus convicciones políticas —próximas a la democracia cristiana—. Entre otros, Luis Solana —político del PSOE— le dedicó un obituario en el que manifestaba su amistad en el diario La Razón; o Antonio Gutiérrez —líder sindical y secretario general de Comisiones Obreras— contaba la impresión que le causó cuando le conoció en 1987 y la amistad que ambos mantuvieron a lo largo de los años.Como banquero llevó esa independencia hasta sus últimas consecuencias, siendo el suyo el primer banco —durante un tiempo, el único— que otorgó crédito al Partido Comunista ante las elecciones generales de 1979.
Desde su despacho en el Edificio Beatriz de Madrid impulsó fundaciones para ayudar en diferentes ámbitos sociales —becas a estudiantes, juventud, cultura e investigación, apoyo a instituciones diocesanas o religiosos y bienestar social y cooperación al desarrollo—, a las cuales donaba parte de su sueldo del de sus consejeros, a los que convenció para que donasen los honorarios anuales a los que tenían derecho para destinarlo a obra social.Algunas de esas fundaciones –Hispánica, Patronato Universitario y Fomento de Fundaciones— perduran en el siglo XXI.
Valls-Taberner no quiso dar publicidad a las ayudas que concedía el Banco Popular –en parte, para evitar el efecto llamada–. Aunque en alguna ocasión la prensa se refirió a ello, como en un artículo de la periodista Joana Bonet, publicado en el diario La Vanguardia, sobre unas ayudas que el propio Luis Valls Taberner realizó personalmente a Enrique de Castro, un sacerdote y activista para ayudar a las necesidades de sus parroquianos en la iglesia madrileña de san Carlos Borromeo, en Entrevías.

### Críticas mediáticas
En 2024 surgieron críticas mediáticas sobre la relación de Luis Valls-Taberner y el Opus Dei, por el hecho de Valls-Taberner haya querido destinar algunos de sus recursos personales a ayudar a iniciativas sociales inspiradas por el Opus Dei, ya que consideraba que la mejor manera de canalizar la acción social era a través de fundaciones y animaba a su entorno a hacerlo de esa manera. Efectivamente Valls ayudó a crear varias fundaciones, algunas de las cuales recibieron donaciones del Banco Popular: los consejeros del Banco renunciaron a sus derechos estatutarios y destinaron ese dinero a la acción social. 
Miguel Ángel Prieto, antiguo director del gabinete de Presidencia de Banco Popular, que colaboraba estrechamente con Luis Valls en la selección de proyectos para apoyar desde la acción social, recuerda que mantenían estrecha colaboración con fundaciones amigas: “Eran fundaciones asistenciales, educativas, de promoción de la mujer, culturales o que ayudaban a estudiantes, a la integración de inmigrantes, de personas con discapacidad o profesores investigadores. También había algunas centradas en la conservación y fomento del patrimonio”, apunta.Estas fundaciones facilitaron ayuda económica a diversas iniciativas promovidas tanto por el Opus Dei, como a otras muchas iniciativas sociales que no tenían ningún vínculo con ésta. La ayuda se realizó de manera legal, y generalmente en forma de préstamos que han sido reembolsados.

### Otros datos
Apasionado del periodismo, publicó en diversos diarios un buen número de artículos que, en opinión del periodista Fernando González Urbaneja, eran «llenos de sutileza, incisivos y muy intencionados».
Valls ayudó a salvar un pueblo, Morillo de Tou (Huesca), que estaba en la zona afectada por la Confederación Hidrográfica del Ebro, en colaboración con el sindicato Comisiones Obreras. Valls-Taberner les ofreció un crédito blando a bajo interés.

### Obras de Luis Valls

#### Libros
- La cesión de contratos en el derecho español, Barcelona, Bosch, 1955, 1ª, 105 pp.

#### Artículos
- «El diario Madrid», ABC. 28/10/1973
- «El rey no gobierna», ABC. 16/12/1975
- «La carta robada», ABC. 09/11/1976
- «El reto de un ministro», ABC. 20/09/1973
- «El horizonte del nuevo Gobierno», YA. 11/01/1974
- «Las familias políticas», ABC. Abril de 1974
- «¿Quiénes nos gobernaran?», ABC. 10/02/1976
- «Flaco servicio al Rey», ABC. 25/04/1976
- «La banca también prospera en regímenes democráticos», EL PAÍS. 05/12/1976
- «Sobre el comportamiento de la Banca», ABC. 01/06/1980
- «Sobre la reforma de la Banca», ABC. 29/07/1980
- «Una dedicatoria de los Bancos al Ayuntamiento de Madrid», ABC. 12/11/1980
- «Los banqueros españoles caminan hacia la “reserva”», EL PAÍS. 20/02/1981
- «¿También la banca?», EL PAÍS. 06/03/1981
- «Sobre aspirinas y fusiones», FUTURO EMPRESARIAL. Marzo de 1988
- «Auge y caída de la banca», EL PAÍS. 09/10/1990
- «El Popular es un libro siempre abierto», EL NUEVO LUNES. 18/02/1991
- «Banco Popular: dos años de presidencia doble»,  ABC. 10/06/1991
- «De la Banca tranquila a la Banca inquieta», ECONOMÍA Y FINANZAS. Junio de 1993
- «Optimistas y pesimistas», DINERO. 20/12/1993
- «Libertad, esa gran señora». DIARIO 16. 27/03/1981
- «La calumnia», ABC. 29/01/1986
- «Diez sobre diez»,TIEMPO. 16/10/1989
- «El sello de Luis Valls», FUTURO EMPRESARIAL. Octubre de 1990
- «La trayectoria de Pepe», EL MUNDO. 20/01/1992
- «Rumasa: la historia llega a su fin», ABC. 20/02/1997
- «¿Sabe usted cómo se comporta?», Ya Dominical. 25/10/1981
- «Por qué nos reunimos los banqueros», Expansión. 13/10/1989
- «El pensamiento cautivo», DINERO. 1981
- «Mercaderes de dinero», ANUARIO EL PAÍS. 1986
- «La doble presidencia representa un logro organizativo que suma eficacia a la gestión», ABC. 01/05/1989
- «La organización será decisiva», Expansión. 29/05/1990
- «La cultura del “cómo” en la banca actual», CINCO DÍAS. 31/03/1993

### Sobre Luis Valls
- Tortella Casares, Gabriel, et al. (ed.), Historia del Banco Popular: la lucha por la independencia, Madrid, Marcial Pons,  2011, 1ª, 431 pp. ISBN: 9788497689175
- Valls-Taberner Muls, Luis, Desapego y libertad: apuntes de un banquero inclasificable, Argentina-España, Indicios, 2016, 1ª, 127 pp. ISBN: 9788415732167